# Мейнфрейм компютър
Мейнфрейм компютър (от на английски: mainframe) има две основни значения.
1. Голяма универсална ЕИМ – високопроизводителен компютър със значителен обем оперативна и външна памет, предназначен за централизирано организиране и хранилище на данни с голям обем и за изпълнение на интензивни изчисления.
2. Компютър c архитектура от вида IBM System/360, 370, 390, zSeries.

## История
Историята на мейнфрейм компютрите е прието да започва с появата на компютърната система IBM System/360 през 1964 г. За разработката ѝ корпорацията IBM е похарчила 5 милиарда долара. Самият термин „мейнфрейм“ произлиза от названието на типовите стойки за процесорите. През периода от 60-те до началото на 80-те System/360 е безспорен лидер на пазара. Нейни клонинги са се правили в много страни, в това число и социалистическите (серия ЕС ЕИМ).
В началото на 90-те започва криза на пазара на мейнфрейм компютри, чийто връх е през 1993 г. Много анализатори предричат пълното им отмиране и предсказват преход от централизирана обработка на информацията към разпределена (с помощта на персонални компютри, обединени от архитектурата клиент-сървър). Мнозина днес възприемат мейнфрейм компютрите като остарели, считайки Unix- и PC-сървърите за по-съвременни и перспективни.
Според една от прогнозите на Gartner Group, последният мейнфрейм компютър се е предполагало да бъде изключен през 1993 г. Тази година отдавна е изминала, а пазарът на мейнфрейм компютри остава стабилен и продажбите им растат ежегодно. От 1994 година дори се наблюдава нарастване на интереса към тях. Практиката показва, че централизираната обработка на данни с използване на мейнфрейм решава много задачи в рамките на едно предприятие и е по-проста и по-евтина от разпределената система. В днешно време мейнфрейм компютрите на IBM, които доминират пазара, се използват от над 25 000 организации по цял свят и голяма част от важните бизнес данни се обработват на тях (например в застрахователните компании).

## Особености и характеристики на съвременните мейнфрейм компютри
- Средно време на амортизация. За съвременните машини то се оценява на 12 – 15 години. Надеждността им е резултат на тяхното почти 60-годишно усъвършенствуване.

- Повишена устойчивост. Мейнфрейм компютрите са в състояние да идентифицират и коригират болшинството апаратни и програмни грешки използвайки следните принципи:
  - Дублиране: два резервни процесора, резервна памет, алтернативни пътища за достъп към периферните устройства.
  - Бърза подмяна на всички елементи.

- Достоверност на данните. В мейнфрейм компютрите се използва памет с корекция за грешките. Грешките не водят до разрушаване на данните в паметта, или на тези, очакващи изход на външно устройство. Дисковите подсистеми позволяват бърза подмяна и имат вградени средства за резервно копиране

- Работно натоварване. Работното натоварване на мейнфрейм компютрите може да достига 80 – 95 % от пиковата им производителност. За UNIX–сървърите, обикновено този параметър е не повече от 20 – 30 % от пиковото натоварване. Операционната система на мейнфрейма привлича всички ресурси, при това всички приложения си сътрудничат.

- Пропускателна способност. Подсистемите за вход-изход при мейнфрейм компютрите са така разработени, че позволяват максимално натоварване при вход-изход на данните.

- Мащабиране. То може да бъде както вертикално, така и хоризонтално. Вертикалното мащабиране се осигурява с паралелни процесори с производителност (бързодействие) от 5 до 200 MIPS и може да достигне до 12 централни процесора в един компютър. Хоризонталното мащабиране се реализира като се обединят няколко машини в Sysplex (System Complex) – многомашинен клъстер, който от гледна точка на потребителя изглежда като един компютър. В Sysplex могат да бъдат обединени до 32 машини. Програмното мащабиране позволява на един мейнфрейм да се конфигурират фактически безкраен брой различни сървъри, при което всички те да са изолирани един от друг, все едно са на отделни компютри, но същевременно могат да използват съвместно апаратните, програмните ресурси и данните.

- Достъп до данните. Тъй като данните са на един сървър, приложните програми не се налага да събират информация от множество източници и не се изисква допълнително пространство за временното им съхраняване; при това не възникват съмнения в тяхната достоверност.

- Защита. Вградените защити, като криптографски устройства, логическо разделение на дялове, специална защита на операционната система, осигуряват много добра защита.

- Потребителски интерфейс. Потребителският интерфейс винаги е бил слабо място на мейнфрейма. В днешно време вече е възможно мейнфреймът да се ползва при минимални разходи и в кратки срокове с помощта на съвременен уеб-базиран интерфейс.

- Съхранение на инвестицията – до голяма степен се избягват допълнителни разходи за закупуване на ново програмно осигуряване или смяна на платформата, преквалификация на персонала, пренос на данни и др.

## Предлагане на пазара
Към 2006 г. големите машини на IBM заемат доминиращо положение на световния пазар. На пазара присъстват също така с растяща продукция фирмите Hitachi, Amdahl, Fujitsu и Sun Microsystems

## Бъдеще
Макар да се възприемат предимно като исторически машини, мейнфреймите имат бъдеще като стратегическа платформа при разгръщане на облачните изчисления, а вече има и мобилно управление на мейнфреймите